# Alexandre Astruc
Pour les articles homonymes, voir Astruc.
Alexandre Astruc, né le 13 juillet 1923 à Paris 16e, où il est mort le 19 mai 2016, est un réalisateur, scénariste et écrivain français.

## Biographie

### Famille et jeunesse
Alexandre Astruc est le fils de Marcel Astruc, journaliste, et de Huguette Haendel, également journaliste.
Passionné de mathématiques, ami de Boris Vian, il fréquente assidûment les caves existentialistes de Saint-Germain-des-Prés dans les années 1940.

### Carrière
Assistant réalisateur de Marc Allégret pour Blanche Fury (1947), il réalise son premier court métrage, Ulysse ou les Mauvaises Rencontres, en 1948.
Il développe, la même année, la notion de caméra-stylo dans un article de la revue L'Écran français : « Naissance d'une nouvelle avant-garde ».
Le 20 décembre 1953, il signe avec 42 autres personnalités culturelles françaises, dont Alain Resnais ou Jean Vidal,  la « Déclaration du groupe des XXX » en faveur du court métrage, qui va à sa perte à cause du décret visant à interdire la double-programmation dans les salles de cinéma.
En 1994, l'ensemble de son œuvre cinématographique est distingué par le prix René-Clair, créé la même année.

### Décès
Mort le 19 mai 2016 à l'âge de 92 ans dans le 16e arrondissement de Paris, il est incinéré au crématorium du cimetière du Père-Lachaise le 27 mai, en présence de Jean Douchet.

### Décoration
- Commandeur de l'ordre des Arts et des Lettres[7]

## Filmographie

### Réalisateur

#### Au cinéma
- 1948 : Aller et retour, court métrage
- 1949 : Ulysse ou les Mauvaises Rencontres, court métrage
- 1952 : Le Rideau cramoisi, moyen métrage, d'après la première nouvelle du recueil Les Diaboliques de Jules Barbey d'Aurevilly- Prix Louis-Delluc
- 1955 : Les Mauvaises Rencontres
- 1958 : Une vie d'après Guy de Maupassant
- 1961 : La Proie pour l'ombre
- 1962 : L'Éducation sentimentale d'après Gustave Flaubert
- 1965 : Évariste Galois, court métrage
- 1966 : La Longue Marche
- 1968 : Flammes sur l'Adriatique
- 1976 : Sartre par lui-même, documentaire (avec Michel Contat)

#### À la télévision
- 1964 : Le Puits et le Pendule, court métrage d'après Edgar Allan Poe
- 1975 : Les Grands Détectives (série) (épisode La Lettre volée) d'après Edgar Allan Poe
- 1978 : Louis XI ou La naissance d'un roi
- 1979 : Louis XI ou Le pouvoir central
- 1980 : À une voix près... ou La naissance de la IIIe république
- 1980 : Arsène Lupin joue et perd (feuilleton)
- 1981 : Histoires extraordinaires (série) (épisode La chute de la maison Usher, d'après Edgar Allan Poe)
- 1989 : Une fille d'Ève, d'après le roman d'Honoré de Balzac
- 1993 : Albert Savarus, adaptation télévisée du roman d'Honoré de Balzac, avec Niels Arestrup et Dominique Sanda

### Assistant réalisateur
- 1947 : Blanche Fury de Marc Allégret
- 1948 : Jean de la Lune de Marcel Achard

### Scénariste
- 1948 : Jean de la Lune de Marcel Achard
- 1952 : La Putain respectueuse de Charles Brabant et Marcello Pagliero
- 1954 : Le Vicomte de Bragelonne (Il Visconte di Bragelonne) de Fernando Cerchio
- 2001 : Les Âmes fortes de Raoul Ruiz

### Acteur
- 1949 : Rendez-vous de juillet de Jacques Becker
- 1949 : La Valse de Paris de Marcel Achard
- 1957 : Amour de poche de Pierre Kast
- 1974 : La Jeune Fille assassinée de Roger Vadim
- 1975 : Le Grand délire de Dennis Berry
- 1985 : Cinématon de Gérard Courant (film commencé en 1978, tournage toujours en cours à ce jour)

## Publications
- 1945 : Les Vacances, éditions Gallimard
- 1975 : Ciel de cendres, Le Sagittaire
- 1975 : La Tête la première, éd. Olivier Orban
- 1977 : Le Serpent jaune (roman), éd. Gallimard
- 1979 : Quand la chouette s'envole (roman, suite de Le Serpent jaune), éd. Gallimard
- 1982 : Le Permissionnaire (roman), éditions de la Table ronde
- 1989 : Le Roman de Descartes, éditions Balland
- 1992 : Du stylo à la caméra et de la caméra au stylo : Écrits (1942-1984), éditions de l'Archipel
- 1993 : L'Autre Versant de la colline (roman), éd. Écriture
- 1994 : Évariste Galois, éditions Flammarion
- 1996 : Le Montreur d'ombres, mémoires, éditions Bartillat
- 1997 : Le Siècle à venir (roman), éditions Trédaniel, coll. « Pages de garde » dirigée par Michel Mourlet
- 2005 : Une rose en hiver (roman), éd. e/dite
- 2008 : Les Secrets de Mademoiselle Fechtenbaum (roman), éd. France Univers
- 2015 : Le Plaisir en toutes choses, entretiens avec Noël Simsolo, éd. Neige/Écriture[8]

## Prix
- 1952 : Prix Louis-Delluc pour Le Rideau cramoisi
- 1976 : Prix Roger-Nimier pour Ciel de cendres
- 1980 : Prix Paul-Flat de l’Académie française pour Quand la chouette s’envole
- 1990 : Prix Louis-Barthou de l’Académie française pour Le Roman de Descartes
- 1994 : Prix René-Clair de l’Académie française pour l'ensemble de son œuvre cinématographique